# Michael Hart (Ruderer)
Michael „Mike“ John Hart (* 24. Oktober 1951) ist ein ehemaliger britischer Ruderer.
Michael Hart begann als Riemenruderer. Bei den Ruder-Europameisterschaften 1971 war er Elfter mit dem britischen Vierer mit Steuermann. 1972 trat er bei den Olympischen Spielen in München mit David Maxwell und Steuermann Alan Inns im Zweier mit Steuermann an und belegte den achten Platz.
1973 wechselte Hart zum Skullrudern und bildete mit Christopher Baillieu einen Doppelzweier. Hinter den Booten aus der DDR und aus der UdSSR belegten die beiden Briten den dritten Platz bei den Europameisterschaften 1973. Bei den Ruder-Weltmeisterschaften 1974 und 1975 siegten die Doppelzweier aus der DDR und aus Norwegen, die Bronzemedaille erhielten jeweils Hart und Baillieu. 
Auch bei den Olympischen Spielen 1976 in Montreal gingen die Medaillen an die drei dominierenden Doppelzweier: Es siegten die Norweger vor den Briten und dem DDR-Boot.
In Abwesenheit der Norweger gewannen Hart und Baillieu den Titel bei den Ruder-Weltmeisterschaften 1977 in Amsterdam. 1978 in Neuseeland siegten die Norweger vor Hart und Baillieu.
Außer im Doppelzweier war Michael Hart auch für Cambridge im Boat Race am Start und gewann dieses Traditionsrennen 1972 und 1973.